# Chapalmalania
Chapalmalania (лат.) — вымерший род млекопитающих семейства енотовых, существовавший в плиоцене в Южной Америке в период 5,3—1,8 млн лет назад. Родовое название — от формации Чападмалал, провинция Буэнос-Айрес, где были найдены окаменелости.
Несмотря на своё родство с мелкими енотами и коати, чапалмалания была крупным животным. Размер тела составлял 1,5 м, хвост был коротким. По внешнему виду Chapalmalania напоминала большую панду. Из-за большого размера её ископаемые остатки были первоначально приняты за медвежьи.
Chapalmalania была эволюционным потомком «собаки-коати» Cyonasua, которая по островам добралась из Центральной Америки до Южной в позднем миоцене (7,5 млн лет назад), и была, возможно, первым млекопитающим, проникшим таким образом в ходе Великого межамериканского обмена. Когда из моря поднялся Панамский перешеек, позволивший миграцию других видов, в Южную Америку проникли медведи и другие всеядные виды, с которыми она не смогла конкурировать, и исчезла после 5 миллионов лет существования.